# Dubrava (Liptószentmiklósi járás)
Dubrava (szlovákul Dúbrava) község Szlovákiában, a Zsolnai kerület Liptószentmiklósi járásában.

## Fekvése
Liptószentmiklóstól 10 km-re délnyugatra, a Dubravka-patak partján fekszik.

## Nevének eredete
Neve a szláv dobr (= tölgy) főnévből ered és tölgyest jelent. A Magyar Királyság helyneveinek 20. század eleji magyarítása során a Liptótölgyes elnevezést javasolták számára, ami nevének magyarra fordított változata, de ez soha nem lett hivatalos.

## Története
A falu a 14. század második felében keletkezett egy kiirtott tölgyfaerdő helyén, először 1372-ben említik. Határában a 18. századtól a 20. századig antimon- és vasércbánya működött.
A 18. század végén Vályi András így ír róla: „DUBRAVA. Tót falu Liptó Vármegyében, földes Urai Andaházy, és Kubinyi Uraságok, lakosai katolikusok, fekszik Nagy Palugyának, és Kelecsénynek szomszédságokban, temploma SZENT ERZSÉBETNEK tiszteletére szenteltetett, ámbár határjának két harmadrésze soványas, ’s némelly része hegyen fekszik, de mivel legelője mindenféle marháinak elegendő, fája tűzre, és Lipcsei piatza helyétól tsak egy órányira van, ’s keresetre jó módgya, mivel a’ határjában bányák vannak, ’s majd minden lakosok hévérek, vagy bányászok, fuhározással, és a’ Nagy Lipcsei erdőben fa vágassal is kereshetnek pénzt, első osztálybéli.”
Fényes Elek 1851-ben kiadott geográfiai szótárában így ír a faluról: „Dubrava, Liptó m. tót falu, 541 kath., 148 evang., 5 zsidó lak. Kath. filial szentegyház; több urasági lakházak; roppant szép erdő; hegyeiben igen sok piskolcz. F. u. Okolicsányi, Kubinyi, Andaházy, Lehoczky. Ut. p. Bertelenfalva.”
A trianoni diktátumig Liptó vármegye Németlipcsei járásához tartozott.

## Népessége
| Év:            | 1994. | 2004.   | 2014.   | 2024.   |
| -------------- | ----- | ------- | ------- | ------- |
| Emberek száma: | 1373  | 1294    | 1246    | 1192    |
| Eltérés:       |       | -5,75 % | -3,70 % | -4,33 % |

| Év:            | 2023. | 2024. |
| -------------- | ----- | ----- |
| Emberek száma: | 1192  | 1192  |
| Eltérés:       |       | +0 %  |

1910-ben 866, túlnyomórészt szlovák lakosa volt.
2011-ben 1236 lakosából 1220 szlovák.

## Nevezetességei
- Szent András temploma a 13. század végén épült kora gótikus stílusban, a 17. században reneszánsz stílusban felújították, a 18. században barokk stílusban építették át.